# 乳花鱗頭鮋
乳花鱗頭鮋（学名：Sebastapistes galactacma）是輻鰭魚綱鮋形目鮋亞目鮋科的其中一種，為熱帶海水魚，分布於太平洋關島、夏威夷群島、帕拉島海域，棲息深度6-29公尺，體長可達4.9公分。棲息在珊瑚礁、碎石底質底層水域，生活習性不明，具有毒性。

## 扩展阅读
維基物種上的相關：乳花鱗頭鮋